# Islwyn (circonscription du Senedd)
Pour les articles homonymes, voir Islwyn.
Islwyn est une circonscription de l'Assemblée nationale du pays de Galles.

## Membres de l'Assemblée
| Élection | Élection | Membre           | Parti       | Portrait |
| -------- | -------- | ---------------- | ----------- | -------- |
|          | 1999     | Brian Hancock    | Plaid Cymru |          |
|          | 2003     | Irene James      | Labour      |          |
|          | 2011     | Gwyn R Price     | Labour      |          |
|          | 2016     | Rhianon Passmore | Labour      |          |

## Élections

### Élections dans les années 2010
| Élections de l'Assemblée galloise 2016: Islwyn |                   |                  |        |      |       |
| Parti                                          | Parti             | Candidat         | Votes  | %    | ±     |
|                                                | Labour            | Rhianon Passmore | 10,050 | 45.0 | −12.9 |
|                                                | UKIP              | Joe Smyth        | 4,944  | 22.2 | +22.2 |
|                                                | Plaid Cymru       | Lyn Ackerman     | 4,349  | 19.5 | −2.2  |
|                                                | Conservateur      | Paul Williams    | 1,775  | 8.0  | −4.0  |
|                                                | Liberal Democrats | Matthew Kidner   | 597    | 2.7  | −0.4  |
|                                                | Green             | Katy Beddoe      | 594    | 2.7  | +2.7  |
| Majorité                                       | Majorité          | Majorité         | 5,106  |      |       |
| Participation                                  | Participation     | Participation    | 22,309 | 40.8 | +2.5  |
|                                                | Labour hold       | Labour hold      | Swing  |      |       |

| Élections de l'Assemblée galloise 2011: Islwyn |                   |               |        |       |       |
| Parti                                          | Parti             | Candidat      | Votes  | %     | ±     |
|                                                | Labour            | Gwyn R Price  | 12,116 | 57.9  | +20.2 |
|                                                | Plaid Cymru       | Steffan Lewis | 4,527  | 21.7  | +0.1  |
|                                                | Conservateur      | David Chipp   | 2,497  | 11.9  | +4.3  |
|                                                | BNP               | Peter Whalley | 1,115  | 5.3   | N/A   |
|                                                | Liberal Democrats | Tom Sullivan  | 653    | 3.1   | −1.7  |
| Majorité                                       | Majorité          | Majorité      | 7,589  | 36.3  | +26.9 |
| Participation                                  | Participation     | Participation | 20,908 | 38.3  | −4.7  |
|                                                | Labour hold       | Labour hold   | Swing  | +10.1 |       |

### Élections dans les années 2000
| Élections de l'Assemblée galloise 2007: Islwyn |                   |                 |        |       |       |
| Parti                                          | Parti             | Candidat        | Votes  | %     | ±     |
|                                                | Labour            | Irene James     | 8,883  | 37.7  | −18.2 |
|                                                | Indépendant       | Kevin Etheridge | 6,665  | 28.3  | N/A   |
|                                                | Plaid Cymru       | Alan Pritchard  | 5,084  | 21.6  | +2.7  |
|                                                | Conservateur      | Paul Williams   | 1,797  | 7.6   | −1.5  |
|                                                | Liberal Democrats | Mark Maguire    | 1,135  | 4.8   | −1.3  |
| Majorité                                       | Majorité          | Majorité        | 2,218  | 9.4   | −26.3 |
| Participation                                  | Participation     | Participation   | 23,564 | 43.0  | +3.6  |
|                                                | Labour hold       | Labour hold     | Swing  | +23.3 |       |

| Élections de l'Assemblée galloise 2003: Islwyn |                                  |                                  |        |       |       |
| Parti                                          | Parti                            | Candidat                         | Votes  | %     | ±     |
|                                                | Labour                           | Irene James                      | 11,246 | 55.2  | +16.1 |
|                                                | Plaid Cymru                      | Brian Hancock                    | 3,926  | 19.3  | −22.7 |
|                                                | Tinker Against the Assembly      | Paul Taylor                      | 2,201  | 10.8  | N/A   |
|                                                | Conservateur                     | Terri-Anne Matthews              | 1,848  | 9.1   | +2.1  |
|                                                | Liberal Democrats                | Huw Price                        | 1,268  | 6.2   | −3.6  |
| Majorité                                       | Majorité                         | Majorité                         | 7,320  | 35.7  |       |
| Participation                                  | Participation                    | Participation                    | 20,489 | 39.6  | −7.7  |
|                                                | Labour vainqueur sur Plaid Cymru | Labour vainqueur sur Plaid Cymru | Swing  | +19.4 |       |

### Élections dans les années 1990
| Élections de l'Assemblée galloise 1999: Islwyn |                                       |                     |        |      |     |
| Parti                                          | Parti                                 | Candidat            | Votes  | %    | ±   |
|                                                | Plaid Cymru                           | Brian Hancock       | 10,042 | 42.0 | N/A |
|                                                | Labour'                               | Shane Williams      | 9,438  | 39.4 | N/A |
|                                                | Liberal Democrats                     | Caroline J. Bennett | 2,351  | 9.8  | N/A |
|                                                | Conservateur                          | Chris Stevens       | 1,621  | 6.8  | N/A |
|                                                | Socialist Alliance                    | Ian Thomas          | 475    | 2.0  | N/A |
| Majorité                                       | Majorité                              | Majorité            | 604    | 2.5  | N/A |
| Participation                                  | Participation                         | Participation       | 23,927 | 47.3 | N/A |
|                                                | Plaid Cymru Vainqueur (nouveau siège) |                     |        |      |     |